# Miguel Serrano (escritor chileno)
Miguel Joaquín Diego del Carmen Serrano Fernández (Santiago, 10 de setembro de 1917 — Santiago, 28 de fevereiro de 2009) foi um diplomata, jornalista, explorador e poeta chileno, sendo um dos precursores do hitlerismo esotérico, área sobre a qual mais elaborou obras.
Nascido em uma rica família chilena de ascendência europeia, Serrano ficou órfão ainda criança e foi criado pela avó. Após uma educação no Internado Nacional Barros Arana, desenvolveu interesse pela escrita e  pela política de extrema-direita, aliando-se ao Movimento Nacional-Socialista do Chile. Durante a  Segunda Guerra Mundial, na qual o Chile permaneceu neutro até 1943, Serrano fez campanha em apoio à Alemanha nazista e promoveu teorias da conspiração antissemitas através de sua própria publicação quinzenal, La Nueva Edad. Em 1942, juntou-se a uma ordem oculta fundada por um migrante alemão que combinava o sentimento pró-nazista com a magia cerimonial e a kundalini ioga.
Baseando se na pintura A Caçada Selvagem de Franz von Stuck, que, além de possuir uma inegável semelhança com Hitler, foi pintada no ano do nascimento do ditador alemão, nos escritos de Carl Jung sobre a personalidade de Hitler, os quais apresentavam o ditador alemão como uma manifestação simbólica do deus germânico Wotan, dentre eles Os Aspectos do Drama Contemporâneo  e nos escritos de Savitri Devi, desenvolveu a teoria de que o ditador alemão Adolf Hitler como um avatar do deus hindu Vishnu que havia encarnado na Terra como um salvador da raça ariana e que lideraria a humanidade para fora de uma era das trevas conhecida como Cáli Iuga. Serrano convenceu-se de que Hitler não morrera em 1945, mas sobrevivera secretamente e vivia na Antártida. Depois de visitar a Antártida, Serrano viajou para a Alemanha e depois para a Suíça, sendo neste momento que escreveria grande parte de suas mais importantes obras e cultivaria relações próximas com Hermann Hesse e, posteriormente, Carl Gustav Jung.
Em 1953, Serrano ingressou no corpo diplomático chileno e permaneceu na Índia até 1963, onde se interessou profundamente pelo hinduísmo e escreveu vários livros. Mais tarde, foi nomeado embaixador na Iugoslávia e depois na Áustria, e enquanto estava na Europa fez contatos com vários ex-nazistas e outros ex-nazistas que viviam no continente.
Em 1953, foi nomeado representante chileno na Índia, onde desenvolveu e elaborou seus estudos mais importantes acerca da filosofia oriental, estudou as precedências  do Monte Kailash, lugar de grande importância tanto para os hindus como para os budistas; desenvolveu amizades com Dalai Lama, Indira Gandhi e outras importantes figuras. Alguns anos depois também exerceu o cargo de embaixador na Iugoslávia e na Áustria. Após a eleição do presidente, Salvador Allende, Serrano foi demitido do serviço diplomático em 1970. Depois que Allende foi deposto por um golpe e Augusto Pinochet assumiu o poder, Serrano retornou ao Chile em 1973. Ele escreveu uma trilogia de livros sobre Hitler nos quais delineava sua visão do líder nazista como um avatar. Ele permaneceu em contato com neonazistas em outras partes do mundo e deu entrevistas a várias publicações estrangeiras de extrema-direita.
Em 2008, Serrano recebeu o prêmio pelo conjunto de sua obra da Universidade de Santiago. Depois de  Savitri Devi, ele tem sido considerado o expoente mais proeminente do hitlerismo esotérico dentro do movimento neonazista. Nesse movimento, ele ganhou respeito pela sua devoção à causa, mesmo entre os que consideravam as suas ideias absurdas.

## Biografia
Miguel Joaquín Diego del Carmen Serrano Fernández nasceu a 10 de Setembro de 1917, em Santiago, Chile. Viveu com seus pais por pouco tempo, pois logo no começo de sua infância, em 1926, se tornaria orfão e teria de ficar sob os cuidados de sua avó paterna, junto com seus três outros irmãos. Serrano viveu sob certa instabilidade neste período, viajou e se mudou com alguma frequência até que, em 1930, se fixaria novamente em Santiago, para estudar primeiramente no Instituto de Humanidades Luis Campino e, mais tarde, no Internado Nacional Barros Arana.
No período em que se passou, após ingressar e se estabelecer no colégio, Serrano sofreu forte influência do movimento de poetas vinculado à esquerda política, à qual seu tio, Vicente Huidobro, fazia parte. Apesar de não tentar filiação, Miguel passou a receber instrução da Frente Popular Marxista, mas não durou por muito tempo. Após a rápida disseminação da ideologia, da intensificação do estudo e da leitura, Miguel decidiu se desvincular da mesma. Essa passagem e mudança política de Serrano seria marcada por alguns episódios importantes, principalmente pelo "Massacre do Seguro Operário", em 1938, que causou, como consequência, a morte de 60 jovens nacional-socialistas; situação que Serrano aproveitara para esboçar críticas favoráveis à posição dos jovens do MNSCH (movimento nacional-socialista do Chile). Um ano após, em 1939, Serrano seria acusado pela primeira vez, de compactuar e demonstrar caráter político de cunho "fascista".  Ainda neste mesmo ano, Miguel Serrano se envolveria publicamente com o nazismo chileno; integrando, basicamente, grupos de divulgação literária.
A primeira grande obra - compartilhada - de Serrano, foi publicada em 1938, com o título de: "Antología del verdadero cuento en Chile", a qual teve participação de outros autores chilenos de sua geração: Pedro Carrilo, Adrián Jiménez, Juan Tejeda, Eduardo Anguita, etc. Esta obra ainda representa o período poético de Serrano, que teve por finalidade, dentre outras coisas, esboçar uma espécie de manifesto aos leitores e escritores da geração de 38.
Sua primeira obra individual, "Um discurso da América do Sul", de 1939, evidenciava a necessidade de se construir uma identidade nacional para cada povo, dentro de uma ótica sócio-cultural, principalmente para os países latino-americanos, os quais em sua maioria ainda estavam subjugados às grandes potências imperialistas.
No contexto de Segunda Guerra Mundial, Miguel Serrano preferiu manter uma política "pacífica", defendia um discurso de neutralidade diante do conflito bélico mundial. Enquanto que por outro lado declarava apoio público à Alemanha nazista e ao Eixo, de forma geral. Ele deixava todas as suas posições evidenciadas na revista "La Nueva Edad", editada e publicada pelo mesmo, que funcionou até a publicação de nº 36, em 1943, quando o Chile romperia, definitivamente, todas as relações diplomáticas com os países do Eixo. Nesta situação, de apoio declarado ao hitlerismo, Serrano entrou para a "lista negra", veículo o qual os aliados da Guerra fizeram circular pelo Chile, para então espalharem o nome de inimigos e de possíveis ameaças, tendo em vista a forte tensão política em que o país se encontrava. Seu nome permaneceu nela mesmo após o fim da guerra.
Período de Embaixada (Índia - Iugoslávia - Áustria)
Miguel Serrano parte para a Índia em 1953 como representante Chileno do governo de Carlos Ibáñez, onde permanece até 1962. Nos seus primeiros anos, se concentra apenas na venda e divulgação do Salitre Chileno, propõe criação de agências que vendam os produtos de seu país de origem, ou seja, se foca em questões comerciais. Será ele que, posteriormente, em 1956, firmará um convênio comercial entre o Chile e a Índia. (O primeiro acordo comercial que a Índia estabelecera com um país latino-americano).
Durante sua estadia na Índia, Serrano desenvolveu boas relações com os líderes de governo e com as demais figuras que caracterizavam o cenário hindu do país. Em 1957, escreveu um artigo póstumo pela morte de seu conhecido próximo, Devadas Gandhi, filho de Mahatma. E, com a ajuda de Indria Gandhi, uma das políticas do país, elaborou uma de suas principais obras.
Dentre os países em que Serrano trabalhou, a Índia foi o que mais explorou e estudou. Em 1958, conheceu a obra "The Artic Home in the Vedas.", a qual o faz ficar envolvido e entusiasmado com o estudo da tradição védica e das demais ramificações da filosofia hindu. Seria nesta temática; de um "novo universo", de templos e rios sagrados, com uma busca e fascínio pelo monte Kailash, que Serrano desenvolveria diversas obras: "A serpente do Paraíso" (1963), "Os mistérios (1960) e "As visitas da Rainha de Sabá", um dos seus mais célebres estudos, o qual teve o prólogo produzido por C. G. Jung, que explorou os seus sentidos oníricos e a descreveu como "um sonho dentro de outros sonhos".
Seria ainda no ano de 1960 que Serrano passaria novamente a se encontrar com o escritor alemão, Hermann Hesse, com quem já partilhava uma amizade duradoura. Fora com ele, e com Jung, que Miguel produziu o livro "O círculo Hermético: de Hermann Hesse a C. G. Jung", que descreve a amizade e episódios vividos entre os três.
Em 1962 encerrou definitivamente sua jornada como embaixador na Índia e iniciou seu trajeto na Iugoslávia, onde, permanecendo até 1967, pôde publicar diversas de suas obras em variadas línguas e iniciar novas, como "A flor inexistente", que foi feita em menos de um mês e contou com suas vivências na Índia.
Parte para Viena, capital da Áustria, em 1967. No ano seguinte, começaria a escrever "Ellela, el libro de amor magico", onde desenvolve uma busca espiritual baseada no tantrismo e nas concepções que formou pelas suas experiências nas meditações e demais descobertas, na Índia.
No período em que ficou em Viena, Serrano se instalou na Casa Camuzzi, antiga residência de seu amigo Hermann Hesse. Por volta de 1970, ele conheceria o poeta norte-americano Ezra Pound, com quem estenderia uma amizade, por meio de entrevistas e estudos. A relação deles, entretanto, não duraria por muito tempo, visto que Pound morreria em 1972; por consequência disso, Serrano publicaria diversos artigos enaltecendo-o e criaria, na Espanha, um monumento em sua homenagem.
Hitlerismo esotérico
Após o longo período que trabalhou internacionalmente, viajando pelo mundo e estudando as particularidades e essência dos mais variados povos e regiões, Miguel Serrano retornaria novamente ao Chile, iniciando assim seu período de estudo acerca do "hitlerismo esotérico". Mesmo que, até -1987- Serrano ainda manteria um número de viagens acentuadas, provocadas por conflitos políticos.
Serrano sempre deixou explícita sua posição de apoio à Alemanha Nazista, à política e à estética do nacional-socialismo. Demonstrou apoio aos jovens membros do movimento nacional-socialista do Chile durante o massacre do Seguro Obrero, escreveu diversos artigos de reconhecimento e condecoração ao próprio Hitler e, como consequência, seu nome ficou na "lista negra" por anos.
Consequentemente, depois de concentrar suas experiências espirituais (principalmente com o hinduísmo, na Índia) adquiridas mundo afora, suas amizades riquíssimas que cultivou com poetas, mestres espirituais, políticos e artistas, Miguel Serrano teria disposição e influências suficientes para desenvolver sua "trilogia" de temática esotérica mais importante: 'El cordon Dorado', 'Adolf Hitler, el último avatara' e 'Manú: por el hombre que vendrá'. Neste período, Serrano "daria" origem a uma nova corrente, recentemente colocada em prática. Divinizaria a imagem de Adolf Hitler e da raça ariana, defenderia a necessidade de um espaço próprio e específico para o desenvolvimento saudável de determinadas raças e, relacionaria a origem dos povos germânicos com o mito hiperbóreo e com o desaparecimento de Atlântida.
O hitlerismo esotérico/misticismo-nazi foi a área mais desenvolvida e elaborada por Serrano, tendo sido ele um dos precursores desta "vertente" do nacional-socialismo. Além de realizar analogias entre a origem dos povos germânicos a um passado glorioso e puro (no quesito racial e espiritual), Serrano também trabalhou com a analogia aos povos da própria América do Sul.